# Waszti
Waszti – królowa, jedna z postaci występujących w Księdze Estery. Była żoną króla Aswerusa (utożsamianego z Kserksesem I, mimo że w historii nie jest znana jego żona o tym imieniu), oddalona za nieposłuszeństwo, została zastąpiona przez Esterę.